# Kiessee Berum
Der Kiessee Berum (auch Kiessee Berumbur) ist ein durch Kiesabbau entstandener Baggersee in der Samtgemeinde Hage im Landkreis Aurich in Ostfriesland, Niedersachsen. Er befindet sich in unmittelbarer Nähe zum Kurzentrum Hage-Berum.
Der Kiessee wird als Badegewässer überwacht, es gibt jedoch keine sanitären Anlagen und auch keine Badeaufsicht. Baden erfolgt wie überall auf eigene Gefahr. Neben dem See befindet sich ein Freibad.
Der See wird vom Angelsportverein Hage als Angelgewässer genutzt.